# Stenosphenus debilis
Stenosphenus debilis är en skalbaggsart som beskrevs av Horn 1885. Stenosphenus debilis ingår i släktet Stenosphenus och familjen långhorningar. Inga underarter finns listade i Catalogue of Life.